# Panama op de Olympische Zomerspelen 1960
Panama nam deel aan de Olympische Zomerspelen 1960 in Rome, Italië. Het was weer aanwezig op de Spelen nadat het vier jaar eerder ontbrak.

## Deelnemers en resultaten
(m) = mannen, (v) = vrouwen 

### Atletiek
| Olympiër                                              | Discipline | Resultaat | Prestatie                                         |
| ----------------------------------------------------- | ---------- | --------- | ------------------------------------------------- |
| Carlota Gooden                                        | 100m (v)   | 25e       | serie 3: 4de in 12,36 kwartfinale 3: 6de in 12,70 |
| Jean Holmes                                           | 100m (v)   | 17e       | serie 5: 2de in 12,31 kwartfinale 2: 5de in 12,39 |
| Carlota Gooden                                        | 200m (v)   | DNS       | serie 4: niet gestart                             |
| Jean Holmes                                           | 200m (v)   | DNS       | serie 2: niet gestart                             |
| Silvia Hunte Carlota Gooden Lorraine Dunn Jean Holmes | 4x100m (v) | 7e        | serie 2: 4de in 46,66                             |

### Gewichtheffen
| Olympiër      | Discipline | Resultaat | Prestatie                                                                             |
| ------------- | ---------- | --------- | ------------------------------------------------------------------------------------- |
| Stella Espino | -60kg (m)  | 17e       | duwen: 17de met 90kg trekken: 22ste met 82,5kg stoten: 14de met 120kg totaal: 292,5kg |

### Schermen
| Olympiër      | Discipline | Resultaat | Prestatie    |
| ------------- | ---------- | --------- | ------------ |
| Stella Espino | floret (v) | DNS       | niet gestart |

### Worstelen
| Olympiër         | Discipline  | Resultaat   | Prestatie |
| Vrije stijl      | Vrije stijl | Vrije stijl | Vrije stijl |
| ---------------- | ----------- | ----------- | --- |
| Eduardo Campbell | -57kg (m)   | 10e         | 1ste ronde: V van GER Kämmerer: beslissing 2de ronde: W van GBR Pilling: val 3de ronde: V van USA McCann: beslissing |

Afghanistan · Argentinië · Australië · Bahama's · België · Bermuda · Birma · Brazilië · Brits-Guiana · Bulgarije · Canada · Ceylon · Chili · Colombia · Cuba · Denemarken · Duits eenheidsteam · Ethiopië · Fiji · Filipijnen · Finland · Frankrijk · Ghana · Griekenland · Groot-Brittannië · Haïti · Hongarije · Hongkong · Ierland · IJsland · India · Indonesië · Irak · Iran · Israël · Italië · Japan · Joegoslavië · Kenia · Libanon · Liberia · Liechtenstein · Luxemburg · Malakka · Malta · Marokko · Mexico · Monaco · Nederland · Nederlandse Antillen · Nieuw-Zeeland · Nigeria · Noorwegen · Oeganda · Oostenrijk · Pakistan · Panama · Peru · Polen · Portugal · Puerto Rico · Roemenië · San Marino · Singapore · Soedan · Sovjet-Unie · Spanje · Suriname · Taiwan · Thailand · Tsjecho-Slowakije · Tunesië · Turkije · Uruguay · Venezuela · Verenigde Arabische Republiek · Verenigde Staten · Vietnam · West-Indische Federatie · Zuid-Afrika · Zuid-Korea · Zuid-Rhodesië · Zweden · Zwitserland